# ピカデリー線
ピカデリー線 (ピカデリーせん、英語: Piccadilly Line) はヒースロー空港駅からコックフォスターズ駅までを結ぶ本線とアクスブリッジ駅からアクトン・タウン駅までを結ぶアックスブリッジ支線からなるロンドン地下鉄の路線である。全体的に地表から深い部分を走る。全長71kmで53の駅がありそのうち25は地下駅である。年間で1億7617万7000人もの乗客が利用する。ロンドン地下鉄では3番目に利用客が多い。地下鉄路線図の案内上のカラーは藍色である。

## 運行形態
ラッシュ時には最短3分間隔で走る。アックスブリッジ支線は最短5分間隔で運行される。ヒースロー方面は平日の昼間でも5分間隔で走っている。（アックスブリッジ支線は昼間10分間隔で走る。）休日は5 - 10分おきに運行される。（アックスブリッジ支線も日曜日は10分おきで運行される。）運転士はアクトン・タウン駅、ノース・フィールド駅、アーノズ・グローブ駅で交代する。車両は全て6両編成で運行している。また、アクトン・タウン駅 - イーリング・コモン駅間はディストリクト線と線路を共有している。

## 車両
- 1973形電車　6両編成87本が在籍

2018年11月、ピカデリー線に2023年から導入される新型車両が発表された。